# Furcraea quicheensis
Furcraea quicheensis ist eine Pflanzenart aus der Gattung Furcraea in der Unterfamilie der Agavengewächse (Agavoideae). Das Artepitheton quicheensis verweist auf das Vorkommen der Art im guatemaltekischen Departamento Quiché.

## Beschreibung
Furcraea quicheensis bildet einen einzelnen oder wenig verzweigten, 1 bis 1,5 Meter (selten bis zu 2 Meter) langen Stamm aus. Die linealisch-lanzettlichen, breit spitz zulaufenden Laubblätter sind zu ihrer Basis hin allmählich verschmälert. Ihre grün-glauke, abgeflachte, etwas ledrige und raue Blattspreite ist 90 bis 120 Zentimeter lang (selten bis zu 180 Zentimeter) und 6 bis 11 Zentimeter breit. Ihre verhärtete Spitze ist eng gerundet und stumpf. An den schmalen, etwas hornigen, gelben Blatträndern befinden sich winzige, gerade, gelbliche Randzähne, die 1 bis 2 Millimeter voneinander entfernt stehen.
Der schmale Blütenstand erreicht eine Höhe von 2 bis 5 Meter und ist weniger als 1 Meter breit. Die Brakteen sind zwei- bis dreimal länger als die 20 bis 35 Millimeter langen, kahlen Blütenstiele. Die zu sechst bis zu zehnt zusammen stehenden Blüten weisen eine Länge von 50 bis 70 Millimeter (selten ab 40 Millimeter) auf. Ihre elliptischen, grüngelblichen  Perigonblätter sind 30 bis 60 Millimeter lang und 10 Millimeter breit. Die Staubfäden sind 10 bis 13 Millimeter lang. Der kahle Fruchtknoten weist eine Länge von 20 bis 35 Millimeter auf. Griffel ist etwa 15 Millimeter lang.
Die länglichen, kurz geschnäbelten Früchte erreichen eine Länge von 5 bis 8 Zentimeter und eine Breite von 2 bis 3 Zentimeter. Sie enthalten 10 Millimeter lange und 6 Millimeter breite Samen.

## Systematik und Verbreitung
Furcraea quicheensis ist im mexikanischen Bundesstaat Chiapas sowie in Guatemala und Honduras in Eichenwälder in Höhenlagen von 2300 bis 3300 Metern verbreitet.
Die Erstbeschreibung durch William Trelease wurde 1915 veröffentlicht.
Furcraea quicheensis wird in der Gattung in die Sektion Serrulatae eingeordnet.

## Nutzung
Furcraea quicheensis wird aufgrund der aus ihr gewonnenen Fasern kultiviert.

## Nachweise